# No Hero (cómic)
No Hero es una historieta de ciencia ficción y superhéroes escrita por el autor británico Warren Ellis, dibujada por Juan José Ryp y publicada por la editorial independiente Avatar Press.

## Argumento
Trata de la creación artificial de superhéroes a manos de Carrick Matterson, un científico hippie que experimenta con drogas en los años 60, buscando crear posthumanos.
A medida que va desarrollándose la trama, nos damos cuenta de que este científico está acumulando poder para sí mismo, instaurando un nuevo orden mundial con sus guardianes superhumanos, la "Línea Frontal", fanáticos que desean desesperadamente ser superhéroes y que se ponen bajo el mando de Matterson. Su subtítulo es "how much do you want to be a super-hero?" puede traducirse por "¿qué tanto deseás ser un superhéroe?"

## Personajes
- Carrick Matterson: según las palabras de Ellis en el número 0: "Parte Lex Luthor, parte Timothy Leary, un clásico gurú de las drogas de los sesentas que de alguna manera dio con el secreto de la creación de superhumanos". Es el líder de la organización "Primera Línea" y es el creador de la droga FX7, que convierte a algunos humanos en superhéroes. Desde sus primeras apariciones en los años 60 hasta las últimas en el siglo XXI permanece inalterado por el tiempo.
- Josh Carver: Un aspirante a superhéroe, muy entrenado, y con un alto sentido del honor y la justicia, es reclutado por Carrick Matterson para ser un frontliner; sin embargo tras su experiencia con la droga FX7 resulta desfigurado y enloquecido, e irá descubriendo los asesinatos a los que se ven sujetos los frontliners.